# Ukon Genzaemon
Pour les articles homonymes, voir Ukon.
 (mai 2025).
Si vous disposez d'ouvrages ou d'articles de référence ou si vous connaissez des sites web de qualité traitant du thème abordé ici, merci de compléter l'article en donnant les références utiles à sa vérifiabilité et en les liant à la section « Notes et références ».
Ukon Genzaemon (右近源左衛門), né vers 1622 dans la région du Kansai, était un acteur japonais de kabuki.
Arrivé à Edo (ancien nom de Tokyo) en 1650, cet acteur à la beauté réputée, connut les successives interdictions du Wakashukabuki (Kabuki d'éphèbes) et participa à l'élaboration du Yarokabuki (Kabuki d'hommes adultes). Il fut certainement le premier onnagata de l'histoire du théâtre japonais, à l'Ère Kanbun. Il meurt à Edo à la fin des années 1670.